# Barylypa huachucana
Barylypa huachucana är en stekelart som beskrevs av Dasch 1984. Barylypa huachucana ingår i släktet Barylypa och familjen brokparasitsteklar. Inga underarter finns listade.